# Copa Suat
La Copa Suat es un torneo internacional de fútbol de carácter no oficial, que se disputa en Uruguay. El torneo es organizado por la empresa Tenfield, y cuenta con el patrocinio de la empresa Suat Emergencia Médica. Participan dos clubes uruguayos y dos internacionales. Se han realizado cinco ediciones de este torneo (2008, 2012, 2014, 2015, 2016).

## Sistema de competición
El sistema de competición es el de eliminatorias directas a un partido, que se juegan en dos fechas
- En la primera se jugaron dos semifinales (el clásico uruguayo y entre los dos invitados internacionales)
- En la segunda también se jugaron dos partidos (el partido por el tercer puesto entre los dos perdedores de la fase previa y la final entre los ganadores)
- En la tercera se jugaron dos semifinales también (el clásico moderno uruguayo y los campeones de Argentina y Ecuador)

## Ediciones

### Copa Suat 2008
La Copa Suat 2008 fue la primera edición de esta copa, y se disputó en su totalidad en el Estadio Centenario de Montevideo, Uruguay, en los días 2 y 4 de febrero de 2008. Los clubes participantes fueron Nacional, Peñarol (equipos que disputan el Superclásico del fútbol uruguayo), Universidad San Martín (campeón 2007 de Perú), y Tacuary de Paraguay.
Clubes participantes:
- Peñarol
- Nacional
- Universidad San Martín
- Tacuary

#### Resultados
|  | Semifinales      | Semifinales  |       |              | Final            | Final |  |
|  |                  |              |       |              |                  |       |  |
|  |                  |              |       |              |                  |       |  |
|  | 2 de febrero     |              |       |              |                  |       |  |
|  | Univ. San Martín | 1            |       |              |                  |       |  |
|  | Tacuary          | 0            |       |              |                  |       |  |
|  |                  |              |       |              |                  |       |  |
|  |                  |              |       |              | 4 de febrero     |       |  |
|  |                  |              |       |              | Univ. San Martín | 1 (2) |  |
|  |                  | Nacional     | 1 (4) |              |                  |       |  |
|  |                  |              |       |              |                  |       |  |
|  |                  |              |       |              |                  |       |  |
|  |                  |              |       |              | Tercer puesto    |       |  |
|  | 2 de febrero     | 2 de febrero |       | 4 de febrero | 4 de febrero     |       |  |
|  | Peñarol          | 1            |       | Tacuary      | 0 (2)            |       |  |
|  | Nacional         | 2            |       |              | Peñarol          | 0 (4) |  |

| Uruguay          |
| Campeón Nacional |

### Copa Suat 2012
La Copa Suat 2012 fue la segunda edición de esta copa, y se disputó en su totalidad en el Estadio Luis Franzini de Montevideo, Uruguay, en los días 20 y 22 de enero de 2012. Los clubes participantes fueron Defensor Sporting, Danubio (equipos que disputan un Clásico moderno uruguayo), Tacuary de Paraguay y Unión de Argentina.
Clubes participantes:
- Danubio
- Defensor Sporting
- Unión
- Tacuary

#### Resultados
|  | Semifinales       | Semifinales       |       |             | Final         | Final |  |
|  |                   |                   |       |             |               |       |  |
|  |                   |                   |       |             |               |       |  |
|  | 20 de enero       |                   |       |             |               |       |  |
|  | Unión             | 4                 |       |             |               |       |  |
|  | Tacuary           | 0                 |       |             |               |       |  |
|  |                   |                   |       |             |               |       |  |
|  |                   |                   |       |             | 22 de enero   |       |  |
|  |                   |                   |       |             | Unión         | 1 (6) |  |
|  |                   | Defensor Sporting | 1 (7) |             |               |       |  |
|  |                   |                   |       |             |               |       |  |
|  |                   |                   |       |             |               |       |  |
|  |                   |                   |       |             | Tercer puesto |       |  |
|  | 20 de enero       | 20 de enero       |       | 22 de enero | 22 de enero   |       |  |
|  | Danubio           | 1                 |       | Tacuary     | 2             |       |  |
|  | Defensor Sporting | 3                 |       |             | Danubio       | 2     |  |

| Uruguay                   |
| Campeón Defensor Sporting |

### Copa Suat 2014

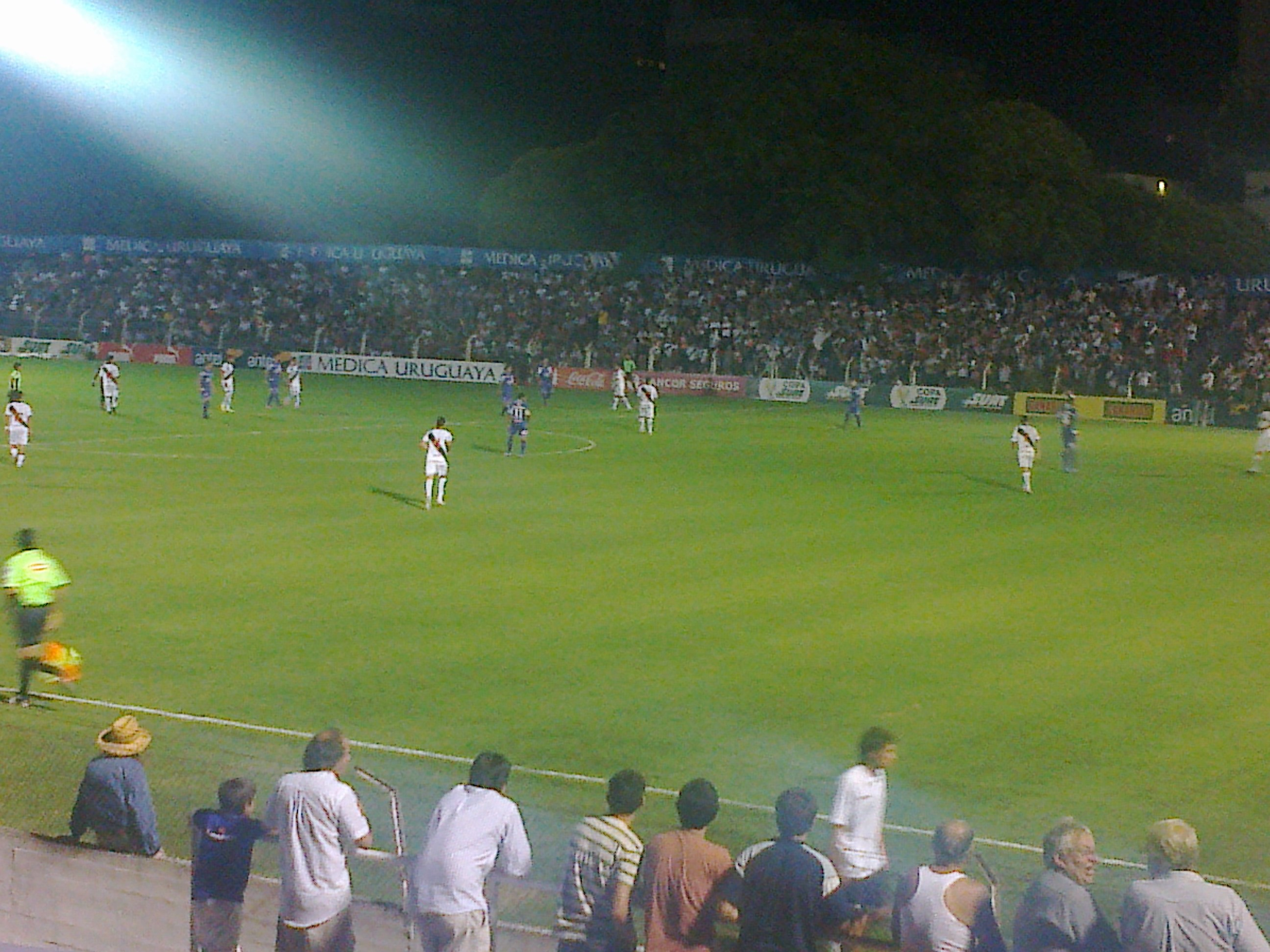
Clásico entre Defensor y Danubio disputado en el Estadio Luis Franzini por la Copa Suat en enero de 2014.

La Copa Suat 2014 fue la tercera edición de esta copa. Para ésta, los cuatro clubes participantes fueron campeones en sus países durante el año anterior, por lo que se lo conoció como el "cuadrangular de campeones". Participaron Danubio (campeón del torneo apertura uruguayo 2013), Defensor Sporting (Campeón del torneo clausura uruguayo 2013), Vélez Sarsfield (campeón de Argentina 2012/13) y Emelec (campeón de Ecuador 2013). Se disputó en su totalidad en el Estadio Luis Franzini de Montevideo entre el 17 y 19 de enero.
Clubes participantes:
- Danubio
- Defensor Sporting
- Emelec
- Vélez Sarsfield

#### Resultados
|  | Semifinales       | Semifinales |   |                 | Final             | Final |  |
|  |                   |             |   |                 |                   |       |  |
|  |                   |             |   |                 |                   |       |  |
|  | 15 de enero       |             |   |                 |                   |       |  |
|  | Emelec            | 3 (6)       |   |                 |                   |       |  |
|  | Vélez Sarsfield   | 3 (5)       |   |                 |                   |       |  |
|  |                   |             |   |                 |                   |       |  |
|  |                   |             |   |                 | 17 de enero       |       |  |
|  |                   |             |   |                 | Emelec            | 0     |  |
|  |                   | Danubio     | 2 |                 |                   |       |  |
|  |                   |             |   |                 |                   |       |  |
|  |                   |             |   |                 |                   |       |  |
|  |                   |             |   |                 | Tercer puesto     |       |  |
|  | 15 de enero       | 15 de enero |   | 17 de enero     | 17 de enero       |       |  |
|  | Defensor Sporting | 0           |   | Vélez Sarsfield | 1                 |       |  |
|  | Danubio           | 2           |   |                 | Defensor Sporting | 0     |  |

|                 |
| Campeón Danubio |

## Campeonatos
| Año           | Campeón                     | Resultado    | Subcampeón                  | Tercer lugar                  | Resultado      | Cuarto lugar                 |
| ------------- | --------------------------- | ------------ | --------------------------- | ----------------------------- | -------------- | ---------------------------- |
| 2008 Detalles | Nacional · Uruguay          | 1:1 (4:2 p.) | Univ. de San Martín · Perú  | Peñarol · Uruguay             | 0:0 (4:2 p.)   | Tacuary Paraguay             |
| 2012 Detalles | Defensor Sporting · Uruguay | 1:1 (7:6 p.) | Unión Argentina             | Danubio · Uruguay             | 2:2 Compartido | Tacuary Paraguay             |
| 2014 Detalles | Danubio · Uruguay           | 2:0          | Emelec · Ecuador            | Vélez Sarsfield Argentina     | 1:0            | Defensor Sporting · Uruguay  |
| 2015 Detalles | Racing · Uruguay            | 1:0          | Defensor Sporting · Uruguay | Atlético de Rafaela Argentina | 2:2 (4:2 p.)   | Danubio · Uruguay            |
| 2016 Detalles | Danubio · Uruguay           | 3:1          | River Plate · Uruguay       | Defensor Sporting · Uruguay   | 1:0            | Argentinos Juniors Argentina |

### Edición especial
| Año           | Campeón                    | Resultado    | Subcampeón             | Tercer lugar          | Resultado | Cuarto lugar     |
| ------------- | -------------------------- | ------------ | ---------------------- | --------------------- | --------- | ---------------- |
| 2015 Detalles | Miramar Misiones · Uruguay | 0:0 (5:4 p.) | Boston River · Uruguay | Cerro Largo · Uruguay | 2:0       | Torque · Uruguay |

## Palmarés
| Equipo                 | Campeón        | Subcampeón | Tercero  | Cuarto   |
| ---------------------- | -------------- | ---------- | -------- | -------- |
| Danubio                | 2 (2014, 2016) | -          | 1 (2012) | 1 (2015) |
| Defensor Sporting      | 1 (2012)       | 1 (2015)   | 1 (2016) | 1 (2014) |
| Nacional               | 1 (2008)       | -          | -        | -        |
| Racing                 | 1 (2015)       | -          | -        | -        |
| Universidad San Martín | -              | 1 (2008)   | -        | -        |
| Unión                  | -              | 1 (2012)   | -        | -        |
| Emelec                 | -              | 1 (2014)   | -        | -        |
| Tacuary                | -              | -          | 1 (2012) | 1 (2008) |
| Peñarol                | -              | -          | 1 (2008) | -        |
| Vélez Sarsfield        | -              | -          | 1 (2014) | -        |
| Atlético Rafaela       | -              | -          | 1 (2015) | -        |